# Tamworth
Tamworth este un oraș și un district nemetropolitan în comitatul Staffordshire, regiunea West Midlands, Anglia.

## Vedeți și
- Listă de orașe din Anglia